# 中西貞喜
中西 貞喜（なかにし さだよし、1895年（明治28年）8月25日 - 1984年（昭和59年）2月6日）は、日本の陸軍軍人。最終階級は陸軍中将。

## 経歴
佐賀県出身。1917年（大正6年）5月、陸軍士官学校（29期）を卒業。同年12月、砲兵少尉任官。1925年（大正14年）11月、陸軍大学校（37期）を卒業した。教育総監部砲兵監部に配属され、のちイギリスに駐在。
1936年（昭和11年）8月、整備局戦備課高級課員に就任。1938年（昭和13年）3月、整備局戦備課長となり、同年7月、砲兵大佐に昇進。1940年（昭和15年）3月、野戦砲兵第23連隊長に転じ日中戦争に出征。1941年（昭和16年）4月、企画院総務部第2課長に就任。同年10月、陸軍少将に進み太平洋戦争を迎えた。
1942年（昭和17年）7月、北支那方面軍参謀副長として出征。1943年（昭和18年）11月、軍需省軽金属局長に異動し、1945年（昭和20年）3月、陸軍中将に進んだ。陸軍歩兵学校付を経て、1945年6月、第230師団長に就任。同年8月、広島市への原子爆弾投下により第59軍司令官・藤井洋治予備役中将が爆死したため、8月6日から12日まで第59軍司令官代理を務めた。岡山県において本土決戦に備え終戦を迎えた。
1947年（昭和22年）11月28日、公職追放仮指定を受けた。